# Полыковичские Хутора
Полы́ковичские Хутора́ (бел. Палыкавіцкія Хутары) — сельский населённый пункт в составе Полыковичского сельсовета Могилёвского района Могилёвской области Белоруссии. Расположен в 4 километрах на север от Могилёва на железнодорожной платформе Полыковские Хутора железной дороги Могилёв — Орша.

## История
В начале XX века после окончания строительства железной дороги Могилёв — Орша здесь был железнодорожный разъезд, около которого и начал складываться посёлок. Во время Великой Отечественной войны с июля 1941 года по 27 июня 1944 года оккупирован немецкими войсками. В 1990 году 44 двора и 123 жителя, в составе колхоза «Коминтерн» (центр в деревне Николаевка 2). Работала начальная школа и магазин.